# إدارة الشؤون المعنوية للقوات المسلحة (مصر)
إدارة الشؤون المعنوية للقوات المسلحة هي إحدى الإدارات المركزية للقوات المسلحة المصرية، وكانت تسمى سابقاً إدارة التوجيه المعنوي للقوات المسلحة. وهي مصدر النشرات والمجلات العسكرية التي توزع على العسكريين المصريين.
الإدارة هي المسئولة عن المراكز الإعلامية والنفسية للقوات المسلحة والتي تختص بعدة مهام منها التأمين النفسي لأفراد القوات المسلحة لحمايتهم من أي انحراف، وتقديم التوصيات حتى يكون جميع الأفراد في حالة معنوية جيدة ولا تؤثر على أدائهم القتالي. وتقوم بإجراء دراسات تساعد القيادة العامة على تحديد المؤثرات السلبية والإيجابية قبل أو بعد اتخاذ أي قرار. كما تعاون في تنمية المهارات والقدرات الذهنية والقيادية للقيادات في المستويات المختلفة وخاصة ذوي المهام الخاصة. وتعاون في عملية الاختيار السليم للقيادات والأفراد لتولي المناصب عن طريق التوصيف الوظيفي.

## التاريخ
أنشأت إدارة الشئون المعنوية فى الثلاثينات تحت مسمى مكتب الشئون العامة وتم تغيير الاسم في الأربعينات إلى إدارة الشئون العامة. وفي بداية الستينات تم تطوير الإدارة وسميت إدارة الشئون العامة والتوجيه المعنوي.
في عام 1966 تم تطوير العمل بالإدارة في صورة إدارتين هما إدارة الشئون المعنوية وإدارة التوجيه المعنوي.
أعيد تنظيم الإدارة في عام 1973 لتصبح إدارة واحدة تحت اسم إدارة الشئون المعنوية للقوات المسلحة كأحد الإدارات المركزية للقوات المسلحة.
في عام 1969 أنشئ جهاز النوادي كجهاز تابع لإدارة الشئون المعنوية. وفي 21 أبريل 1979 انفصل جهاز النوادي تحت اسم إدارة نوادي وفنادق ضباط القوات المسلحة كأحد الإدارات المركزية للقوات المسلحة.

## مهام الإدارة
تتمثل مهام الإدارة في:
- الإشراف والتنظيم لرحلات الحج والعمرة لبعثة القوات المسلحة وأسرهم وأسر الشهداء.
- الإشراف على دور العبادة بالقوات المسلحة وحجز قاعات المناسبات لتقديم خدمة (عقد القران - واجب العزاء) للمدنيين والعسكريين.
- مراجعة كافة الأعمال الفنية والدرامية (أفلام - مسلسلات - كتب - روايات) المتعلقة بالقوات المسلحة المقدمة من المدنيين والعسكريين.
- تقديم خدمات اشتراكات القنوات الفضائية للمدنيين والعسكريين.[3]

## أهداف الإدارة
تعتبر إدارة الشئون المعنوية من الإدارات المركزية داخل القوات المسلحة، تختص بالإعداد المعنوي والتأهيل النفسي وتنمية مشاعر الولاء والإنتماء بين أفراد القوات المسلحة بما يمكنهم من تنفيذ مهامهم وواجباتهم بكفاءة عالية.

## المنشآت التابعة
- مركز الإعلام العسكري المتطور.[5]
- دور العبادة المنشأة من قبل القوات المسلحة (المساجد ودور المناسبات الخاصة بها)

## مديري الإدارة
- لواء أركان حرب / محمد رجب.[6]
- لواء أركان حرب / طارق هلال.[7]
- لواء أركان حرب / وليد حموده.[8]
- لواء أركان حرب / ياسر الأسريجى.[9]
- لواء أركان حرب / أحمد فتحي خليفة.[10][11]
- لواء أركان حرب / محسن عبد النبي.[12][13]
- لواء أركان حرب / أحمد أبو الدهب.[14]
- لواء أركان حرب / إسماعيل عتمان.[15]
- لواء أركان حرب / مصطفى عبد اللطيف.[16]
- لواء أركان حرب / أحمد أنيس.[17]
- لواء أركان حرب / سمير فرج.[18]
- لواء أركان حرب / جمال محفوظ.[19]